# Idaea sericearia
Idaea sericearia är en fjärilsart som beskrevs av Jacob Hübner 1826. Idaea sericearia ingår i släktet Idaea och familjen mätare. Inga underarter finns listade i Catalogue of Life.